# マレリ (ゲスの極み乙女。の曲)
『マレリ』は、ゲスの極み乙女。のライブ会場限定シングル。

## 概要
2017年10月10日より12月23日にかけて開催されるワンマンライブツアー「ッアーーー!!!」の会場限定で販売される。
シングルとしては、配信限定シングル「あなたには負けない」がツアー初日の赤坂BLITZ公演と同日に配信された。CDシングルとしては2015年にリリースされた「オトナチック/無垢な季節」以来の販売である。
ジャケットは川谷絵音が撮影したものであり、メンバーのほな・いこかがモデルを務めている。
タイトル曲の「マレリ」以外の収録曲は、全てインディーズ時代の自主制作盤に収録されていたもので、それらの自主制作盤は現在入手困難となっている。

## 収録曲
全作詞・作曲：川谷絵音
1. マレリ
本作で唯一、インディーズ時代にリリースされた自主制作盤に収録されていない。また、この曲がいつ制作されたのかは不明である。
2. ミニマム
初出：自主制作盤「乙女の日常.ep」（2012年9月）
3. ゼロの理由は花束で
初出：自主制作盤「乙女の日常.ep」（2012年9月）
アルバム「魅力がすごいよ」に収録されている「星降る夜に花束を」の原曲である[4]。「星降る夜に花束を」と比べると、一部のメロディーや歌詞が異なっている。
4. song3 (休日課長mix)
初出：自主制作盤「乙女の誘惑.ep」（2013年7月）
自主制作盤「乙女とダンス.ep」（2013年4月）に原曲が、アルバム「みんなノーマル」に原曲を再録したものが収録されているが、こちらは休日課長がリミックスした曲である。「乙女の誘惑.ep」では「song3 (NEW MIX)」となっている。
5. 誘惑バンジー
初出：自主制作盤「乙女の誘惑.ep」（2013年7月）
6. 私、跳び箱6段跳べたのよ
初出：自主制作盤「乙女の日常.ep」（2012年9月）

## 参加メンバー
- 川谷絵音：ヴォーカル/ギター(#1以外)/プログラミング
- 休日課長：ベース/コーラス
- ちゃんMARI：キーボード/コーラス
- ほな・いこか：ドラム/コーラス/台詞(#6)